# Spangenberg
Spangenberg – miasto w Niemczech, w kraju związkowym Hesja, w rejencji Kassel, w powiecie Schwalm-Eder.

## Współpraca
Miejscowości partnerskie:
- Pleszew, Polska
- Saint-Pierre-d’Oléron, Francja
- Treffurt, Turyngia